# 김진태 (1964년)
김진태(金鎭台, 1964년 10월 13일 ~ )는 대한민국의 검사 출신 법조인, 정치인이다. 제39대 강원도지사이며, 초대 강원특별자치도지사다. 지사 재임 이전에는 제19/20대 국회의원을 지냈다.

## 생애
김진태는 1964년 강원도 춘천에서 태어났다. 김진태의 아버지인 김한규는 경상북도 성주군 출신으로 군인으로 복무했다. 김진태의 어머니인 윤종애는 강원도 양구군 출신으로 학교 교사로 근무했다.
춘천교육대학교 부설초등학교, 소양중학교, 성수고등학교를 졸업하고 1983년 서울대학교 법과대학에 입학했다. 1986년 제28회 사법시험에 합격했다. 사법연수원 18기를 수료하고 1992년 검사로 임관한 뒤 법무연수원 기획과장, 대검찰청 조직범죄과장을 지냈으며, 2009년 춘천지방검찰청 원주지청장으로 공직 생활을 마감하고, 원주에서 변호사로 개업하였다.
2012년 제19대 국회의원 선거에서 새누리당의 공천을 받아 강원도 춘천시에서 당선되었다. 2016년 2월 20대 총선 출마를 선언하고 새누리당 공천을 받아 허영 더불어민주당 후보를 꺾고 재선에 성공했다. 19대 국회에서 법사위 위원으로 활동한 데 이어 20대 국회에서 자유한국당 법사위 간사를 맡으면서 국회에서 여권의 입법 공세를 차단하는 역할을 수행했다.
2017년 3월 14일 "그 누구도 억울한 일을 당하지 않는 공정한 세상을 만들겠다"며 19대 대선 출마를 선언하였고, 대통령 탄핵으로 인한 상처를 어루만질 것, 분열된 애국 보수를 재건할 것, 이 땅에 자유민주주의를 우뚝 세울 것 등을 공약으로 제시했다.
2020년 21대 총선에서 춘천·철원·화천·양구 갑 지역에 출마하여 더불어민주당 허영 후보와 재대결하였지만 낙선당했다. 이후 서울특별시 강남구 역삼동 837번지 11호 유니온센터오피스텔 602호(강남대로 310)에 자신의 사무실 역할을 하는 (사)정치문화연구소를 개업하였고, 같은 주소에 변호사김진태법률사무소도 등록하여 대표로 있다가 폐업 후 법무법인(유한)산우 고문변호사로 옮겼다.
제8회 전국동시지방선거를 앞두고 강원도지사 선거에 출마를 선언했다. 하지만 컷오프되면서 출마가 좌절되는 듯 보였지만 김진태가 단식 농성과 과거 망언에 대한 사과를 진행함에 따라 결정이 번복되고 경선이 진행되었다. 이후 경선에서 황상무 후보를 꺾고 국민의힘의 강원도지사 후보로 낙점되었다. 2022년 6월 선거에서 54.07%를 득표하여 제39대이자 마지막 강원도지사로 당선되었다. 그리고 이듬해인 2023년 6월 11일 강원도가 강원특별자치도로 승격할 때, 초대 특별자치도지사가 되었다.

## 학력
- 1971~1977년 춘천교육대학교 부설국민학교 졸업
- 1977~1980년 소양중학교 졸업
- 1980~1983년 성수고등학교 졸업
- 1983~1987년 서울대학교 법과대학 법학 학사

## 경력
- 1992~1994년 부산지방검찰청 동부지청 검사
- 1994~1995년 대구지방검찰청 의성지청 검사
- 2003~2004년 춘천지방검찰청 부장검사
- 2007~2008년 서울중앙지방검찰청 부장검사
- 2008~2009년 춘천지방검찰청 원주지청장
- 2009년 법무법인 에이스 춘천분사무소 변호사
- 2012년 4월 11일: 대한민국 제19대 국회의원 선거 당선(강원 춘천시, 새누리당, 초선)
- 2012년 5월~2017년 2월: 새누리당 강원도당 춘천시 당원협의회 위원장
- 2016년 4월 13일: 대한민국 제20대 국회의원 선거 당선(강원 춘천시, 새누리당, 재선)
- 2017년 2월~2018년 2월: 자유한국당 강원도당 춘천시 당원협의회 위원장
- 2018년 12월~2020년 2월: 자유한국당 강원도당 춘천시 당원협의회 위원장
- 2020년 2월~2020년 5월: 미래통합당 강원도당 춘천시 당원협의회 위원장
- 2020년 5월~2020년 9월: 미래통합당 강원도당 춘천시·철원군·화천군·양구군 갑 당원협의회 위원장
- 김진태법률사무소 변호사
- 2020년 9월~2022년 4월: 국민의힘 강원도당 춘천시·철원군·화천군·양구군 갑 당원협의회 위원장
- 이승만 건국대통령 기념사업회 자문위원
- 한반도인권과통일을위한변호사모임 고문
- 2020년~2021년: 변호사김진태법률사무소 대표
- 2020년~: 사단법인 정치문화연구소 이사장
- 2021년~2022년: 법무법인 유한 산우 고문변호사
- 2021년 10월~2022년 3월: 국민의힘 이재명비리 국민검증 특별위원회 위원장
- 2021년 12월~2022년 1월: 제20대 대통령 선거 국민의힘 윤석열 대통령 후보 선거대책위원회 중앙선거대책위원회 클린선거전략본부 이재명비리국민검증단장
- 2021년 12월~2022년 3월: 제20대 대통령 선거 국민의힘 살리는 선거대책위원회 강원 선거대책위원회 의장단 의장
- 2022년 1월~2022년 3월: 제20대 대통령 선거 국민의힘 윤석열 대통령 후보 선거대책본부 클린선거전략본부 이재명비리국민검증단장
- 2022년 6월 1일: 제8회 전국동시지방선거 당선(민선 8기, 강원도지사, 국민의힘, 초선)
- 2022년 7월~2023년 6월: 제39대 강원도지사(민선 8기, 국민의힘, 초선)
- 2022년 7월~: 강원도립대학교 이사장
- 2022년 7월~: 강원 FC 구단주
- 2022년 7월: 국민의힘 반도체산업 경쟁력 강화 특별위원회 자문위원
- 2022년 7월~2023년 10월: 강원세계산림엑스포조직위원장 겸 이사장
- 2023년 6월~: 제39대 강원특별자치도지사(민선 8기, 국민의힘, 초선)
- 2023년 11월~: 대한민국특별자치시도협의회 초대 공동회장

## 의정 활동
- 2012년 5월 30일~2016년 5월 29일: 제19대 국회의원(강원 춘천시,  새누리당, 초선)
  - 제19대 국회 전~후반기 법제사법위원회 위원
  - 제19대 국회 전반기 운영위원회 위원
  - 새누리당 원내부대표
  - 제19대 국회 후반기 예산결산특별위원회 위원
  - 제19대 국회 후반기 예산결산특별위원회 예산안조정소위원회 위원
  - 새누리당 인권위원회 위원장
- 2016년 5월 30일~2020년 5월 29일: 제20대 국회의원(강원 춘천시,  새누리당→자유한국당→미래통합당, 재선)
  - 제20대 국회 전반기 법제사법위원회 간사
  - 자유한국당 정책위원회 법제사법 정책조정위원장
  - 새누리당→자유한국당 강원도당 위원장
  - 제20대 국회 헌법개정 및 정치개혁특별위원회 위원
  - 자유한국당 좌파정권 방송장악 피해자지원 특별위원회 위원
  - 자유한국당 6.13지방선거 강원도당 선거대책위원회 공동선대위원장
  - 제20대 국회 후반기 정무위원회 위원

## 논란과 사건

### 선거법 위반 항소심 무죄
2016년, 당시 대한민국 제20대 국회의원 선거 새누리당 당내 경선 개시일인 3월 12일 "한국매니페스토실천본부 공약이행평가 71.4％로 강원도 3위"라는 허위 내용의 문자메시지를 춘천시 선거구민 9만1천158명에게 발송해 선거법 위반으로 기소됐다. 1심에서 당선무효형에 해당하는 벌금 200만원을 선고 받았으나 2017년 9월 27일 항소심은 1심과 달리 김 의원 측이 보낸 문자 메시지 내용이 허위가 아니라고 보고 무죄를 선고했다. 재판부는 "실천본부가 김 의원의 (19대 총선) 전체 공약 70개 가운데 48개를 이행했다고 평가한 것으로 인정할 수 있고, 강원도 의원들 가운데 김 의원의 공약이행률이 3위라는 것 또한 객관적 사실"이라고 설명했다.

### 자전거 역주행
자전거를 타면서 선거운동을 하는 모습이 자신의 트위터에 오르자 이를 본 시민이 "도로교통법 13조 3항 위반이 아니냐"며 신고가 접수되자 경찰청은 이를 인정했지만 "위반 일시가 특정되지 않고 일반적으로 자전거 이용자의 법규위반에 대해 단속보다 계도 위주라는 점에서 형평성을 고려하여 범칙금 부과 처분을 하지 않을 것"이라고 밝혔으나 이후 자전거를 탄 장소가 자전거 도로 표시가 되어 있는 다른 사진을 게시하여 법위반 논란이 해소되는듯 했으나 현장을 답사한 시민이 "자전거 도로 표시가 없다"는 것을 하여 국민을 속인 것이 드러났다.

### 자유한국당 공청회 5.18 망언 논란
2019년 2월 8일, 자유한국당 김진태·이종명 의원이 공동주최한 5·18 진상규명 대국민공청회-북한군 개입 여부를 중심으로 약칭 5.18 공청회에서 5.18 민주화운동 왜곡 및 북한 개입설을 주장하기로 악명이 높은 지만원 박사를 초청하였다. 자유한국당 측 주최·참가자는 김진태, 이종명, 김순례이다.
또한 김진태는 5.18 공청회 개최 이전에도 자유한국당 5.18 진상규명 위원회 조사위원으로 지만원 박사를 적극 추천하였다.
이에 대해 다음날 2019년 2월 9일 민주당은 "광주의 원혼을 모독하고 광주 시민의 명예를 더럽힌 한국당 의원들을 당장 출당 조치하고, 김병준 비대위원장과 나경원 원내대표는 국민께 사죄하라"고 출당을 촉구했다.

### 제21대 국회의원 선거 유세 중 세월호 추모 현수막 대량 훼손 사건
'세월호 참사 진상규명과 책임자 처벌을 위한 춘천시민행동'은 세월호 6주기를 맞아 세월호 추념 사업의 일환으로 4월 12일 족자 현수막 200여장을 적법한 절차를 거쳐 춘천시내에 게시를 하였다. 춘천시민행동은 12일 밤 10시 40분 경 춘천시 운교사거리 인근에서 흰 모자와 마스크를 착용한 사람이 현수막을 면도칼로 자르고 있는 모습을 목격하였고 현장에서 경찰에 신고를 하였다.
춘천시민행동은 이 현장에 김진태 후보의 선거운동 차량이 있는 점을 이상하게 여겨 출동한 경찰에게 정황을 설명하고 차량을 살펴봤다. 그 결과, 김 후보 선거운동 차량에서 훼손된 세월호 현수막 23장이 무더기로 나왔다. 아직 김진태 후보와는 연관이 없는 것으로 보이지만 이와 별개로 김진태 후보 측은 절체절명의 위기를 맞이하게 되었다.
김진태 후보 측은 선거운동원의 개인적인 일탈행위로 보인다며 선을 그었고, 해당 선거운동원은 불법인 줄 알았다며 해명 및 사과하고 선거운동원을 그만두었다고 밝혔다. 춘천시민행동 측은 김 후보에게 즉각 사과와 사퇴를 촉구하였다.

## 발언

### “이 국회에 대한민국의 적 있지 않나”
2013년 4월 25일 국회 대정부질문에서 김진태 의원은 “지금 이 자리에도 대한민국의 적(敵)이 있는 것은 아닌가”라며 “북한 핵실험 규탄 결의안에 대해 기권하고, 한미 연합 키리졸브 훈련을 북한을 공격하기 위한 훈련이라고 매도하며, 우리 정부를 남쪽 정부라고 하고 애국가와 태극기를 인정하지 않는 사람들이 있다. 국민의 지탄을 받고 있는 종북 세력 국회의원이 바로 그들”이라고 비판했다. 또한 김 의원은 “자유민주주의 체제는 우리 헌법의 뿌리”라며 “이를 부정하는 세력은 지금이라도 스스로 이 땅을 떠나기 바란다”고 일갈했다.

### 이석기 체포동의안 처리 주장
2013년 9월 4일 이석기 통합진보당 의원 체포동의안 처리 본회의 중 김진태 의원은 “저는 이석기 의원을 국회의원으로 인정한 적이 없다"며 "이석기 체포동의안이 처리되면 이석기 한 사람은 죽을지 몰라도 대한민국은 살 수 있다. 그렇지 못하면 국회는 문을 닫아야 하고 역사의 죄인이 되는 것이다."라고 일갈하며 이석기 체포동의안 처리를 강력히 주장했다.

### "새누리호는 난파 직전이다. 난 그냥 여기서 죽겠다."
2016년 11월 4일 '최순실 게이트' 파문에 따른 새누리당 지도부 사퇴 논란과 관련해 개최된 의원총회에서 김진태 의원은 "새누리호는 난파 직전이다. 난 그냥 여기서 죽겠다."며 "어떻게든 살아보겠다고 대통령 나가라, 당 대표 나가라 하지 않고 배와 함께 가라앉겠다.", "언젠가는 폭풍이 그칠 것이다. 문재인은 대북 결재가 기억 안 난다고 버티는데 우린 왜 단 일주일을 못 버티느냐"며 "당이라도 살아야겠다고 발버둥치는 건 이해한다. 그렇다고 애꿎은 선장을 제물로 바다에 밀어 넣어선 안된다."며 이정현 대표를 비롯한 당 지도부의 사퇴를 반대했다.

### "촛불은 바람 불면 꺼진다."
김진태 의원은 2016년 11월 17일에 열린 국회 법제사법위원회 전체회의에서 박근혜-최순실 게이트와 관련된 박근혜 대통령 퇴진 운동에 관하여 "촛불은 촛불일 뿐이지 결국 바람이 불면 다 꺼지게 돼 있다. 민심은 언제든 변한다."라고 주장했다. 하지만 촛불 집회에 참여한 일부 시민들은 LED 촛불을 등장시키면서 김진태의 발언을 풍자했다.

## 역대 선거 결과
|  | 49.30% |

|  | 50.55% |

|  | 43.93% |

|  | 54.07% |

## 소속 정당
| 소속 정당 | 소속 정당  | 소속 기간 | 비고      |
| --------- | ---------- | --------- | --------- |
|           | 한나라당   | 2009~2012 | 정계 입문 |
|           | 새누리당   | 2012~2017 | 당명 변경 |
|           | 자유한국당 | 2017~2020 | 당명 변경 |
|           | 미래통합당 | 2020      | 합당      |
|           | 국민의힘   | 2020~현재 | 당명 변경 |

## 같이 보기
- 춘천시 (2000년 선거구)
- 춘천시의 국회의원
- 강원특별자치도지사